# Kenoma
Kenoma é um filme brasileiro de 1998, do gênero drama, dirigido por Eliane Caffé. Produzido pela Warner Bros. Pictures. Conta a história de um artesão em um pequeno povoado que tenta construir a sonhada máquina de movimento perpétuo, tendo que cumprir um prazo de um poderoso proprietário de terras local. Com José Dumont, Matheus Nachtergaele e Jonas Bloch no elenco.

## Sinopse
Jonas (Enrique Diaz) viaja até o pequeno povoado de Kenoma, habitado por trabalhadores do campo, garimpeiros e pequenos comerciantes. Lá ele permanece pois se encanta pela jovem Tari (Mariana Lima). Neste povoado, o modo de vida é primitivo. De seus habitantes, destaca-se Lineu (José Dumont), que trabalha em um moinho abandonado, tentando construir uma máquina que seja capaz de produzir sem a necessidade de combustível. Obcecado pela invenção dessa nova máquina auto suficiente, ele torna sua vida em uma sucessiva ordem de tentativas e fracassos. Ele luta contra os anseios de Gerônimo (Jonas Bloch), um dos maiores donos de terras da região e dono do moinho. Este possui o sonho de transformar Kenoma em uma cidade próspera e rica. Gerônimo desacredita na invenção de Lineu e desaprova o consumo de tempo e energia. Agora, Jonas irá se aliar a Lineu ao ficar fascinado por sua determinação na invenção da máquina.

## Elenco
| Ator/Atriz           | Personagem |
| -------------------- | ---------- |
| José Dumont          | Lineu      |
| Mariana Lima         | Tira       |
| Enrique Diaz         | Jonas      |
| Jonas Bloch          | Gerônimo   |
| Matheus Nachtergaele | Pedro      |
| Clovis Bueno         |            |
| Eliana Carneiro      |            |

## Produção
As filmagens ocorreram nos primeiros meses de 1997, no município de Araçuaí, Minas Gerais, com todas as cenas externas nos povoados de Itira (Barra do Pontal), Quatís e Alfredo Graça, onde suas populações tornaram-se figurantes.

## Lançamento
O filme foi lançado nos cinemas brasileiros em 04 de setembro de 1998 pela Riofilme. Participou de alguns festivais, onde também foi premiado, como no Festival de Veneza, na Itália; Toronto International Film Festival, no Canadá; Festival Internacional de Cinema Independente de Buenos Aires, na Argentina.

## Recepção

### Prêmios e indicações
| Ano  | Premiação                                                     | Categoria                           | Nomeações                                                  | Resultado | Ref.  |
| ---- | ------------------------------------------------------------- | ----------------------------------- | ---------------------------------------------------------- | --------- | ----- |
| 1998 | Biarritz International Festival of Latin American Cinema      | Melhor Filme                        | Melhor Filme                                               | Venceu    | [ 4 ] |
| 1998 | Biarritz International Festival of Latin American Cinema      | Melhor Atriz                        | Mariana Lima                                               | Venceu    | [ 4 ] |
| 1998 | Festival de Cinema de Brasília                                | Melhor Ator                         | José Dumont                                                | Venceu    | [ 5 ] |
| 1998 | Festival de Cinema de Brasília                                | Melhor Direção de Arte e Cenografia | Clovis Bueno                                               | Venceu    | [ 5 ] |
| 1998 | Festival Internacional de Cinema Independente de Buenos Aires | Melhor Filme                        | Melhor Filme                                               | Indicado  |       |
| 1999 | Brazilian Film Festival of Miami                              | Melhor Ator Coadjuvante             | José Dumont                                                | Venceu    |       |
| 1999 | Brazilian Film Festival of Miami                              | Melhor Roteiro                      | Luis Alberto de Abreu e Eliane Caffé                       | Venceu    |       |
| 1999 | Brazilian Film Festival of Miami                              | Melhor Direção de Arte              | Clovis Bueno                                               | Venceu    |       |
| 1999 | Prêmio Guarani de Cinema Brasileiro                           | Melhor Filme                        | Melhor Filme                                               | Indicado  | [ 6 ] |
| 1999 | Prêmio Guarani de Cinema Brasileiro                           | Melhor Direção                      | Eliane Caffé                                               | Indicado  | [ 6 ] |
| 1999 | Prêmio Guarani de Cinema Brasileiro                           | Melhor Ator                         | José Dumont                                                | Venceu    | [ 6 ] |
| 1999 | Prêmio Guarani de Cinema Brasileiro                           | Melhor Ator Coadjuvante             | Matheus Nachtergaele                                       | Venceu    | [ 6 ] |
| 1999 | Prêmio Guarani de Cinema Brasileiro                           | Melhor Ator Coadjuvante             | Jonas Bloch                                                | Indicado  | [ 6 ] |
| 1999 | Prêmio Guarani de Cinema Brasileiro                           | Melhor Trilha Sonora                | Marco Antônio Guimarães, Paulo Sérgio Santos e Décio Ramos | Indicado  | [ 6 ] |
| 1999 | Festival SESC Melhores Filmes                                 | Melhor Ator                         | José Dumont                                                | Venceu    |       |
| 1999 | Prêmio APCA de Cinema                                         | Melhor Diretor Revelação            | Eliane Caffé                                               | Venceu    | [ 7 ] |
| 1999 | Prêmio APCA de Cinema                                         | Melhor Ator                         | José Dumont                                                | Venceu    | [ 7 ] |
| 1999 | Festival Internacional de Meio-Ambiente de Gavá               | Melhor Filme                        | Melhor Filme                                               | Venceu    | [ 4 ] |
| 1999 | Festival Internacional de Meio-Ambiente de Gavá               | Melhor Diretor                      | Eliane Caffé                                               | Venceu    | [ 4 ] |
| 1999 | Festival Internacional de Meio-Ambiente de Gavá               | Menção Honrosa à Fotografia         | Hugo Kovensky                                              | Venceu    | [ 4 ] |